# 烟台柴胡
烟台柴胡（学名：Bupleurum chinense f. vanheurckii）为伞形科柴胡属北柴胡下的一个变型。

## 扩展阅读
- 維基物種上的相關：烟台柴胡